# Liselott Baumgarten
Liselott Baumgarten, eigentlich: Elisabeth Charlotte Wiesenhütter geb. Hessel-Baumgarten (* 12. Dezember 1906 in Dresden; † 23. Januar 1981 in Görlitz) war eine deutsche Schauspielerin, die vor allem in Filmproduktionen der DEFA und des DFF auftrat.

## Leben
Ihr Schauspieldebüt gab sie 1922 auf einer Theaterbühne in Görlitz. Später spielte Baumgarten Theater auf Bühnen in ganz Deutschland, ehe sie eine langjährige Tätigkeit am Görlitzer Theater ausübte. Von 1965 bis 1975 war sie Mitglied des Berliner Ensemble. Nebenbei wirkte sie in vielen DEFA und DFF Filmproduktionen der DDR mit, wo sie aber fast ausschließlich in Nebenrollen zu sehen war.

## Filmografie (Auswahl)
- 1957: Gejagt bis zum Morgen
- 1958: Das Lied der Matrosen
- 1961: Der Tod hat ein Gesicht
- 1964: Die Suche nach dem wunderbunten Vögelchen
- 1967: Oma und die bösen Buben (Fernsehfilm)
- 1967: Der Staatsanwalt hat das Wort: Meine Schwester (TV-Reihe)
- 1971: Optimistische Tragödie (TV)
- 1972: Polizeiruf 110: Die Maske (Fernsehfilm)
- 1972: Florentiner 73 (Fernsehreihe)
- 1972: Polizeiruf 110: Ein bißchen Alibi (Fernsehreihe)
- 1973: Polizeiruf 110: Nachttresor (Fernsehfilm)
- 1974: … verdammt, ich bin erwachsen
- 1974: Neues aus der Florentiner 73 (Fernsehfilm)
- 1974: Ich war in Honolulu – wetten? (Fernsehfilm)
- 1974: Hallo Taxi (Fernsehfilm)
- 1976: Polizeiruf 110: Der Fensterstecher (Fernsehreihe)
- 1976: Polizeiruf 110: Eine fast perfekte Sache (Fernsehreihe)
- 1976: Die Forelle (Fernsehfilm)
- 1976: Das Mädchen Krümel (Fernsehserie)
- 1977: Ein Schneemann für Afrika
- 1977: Du und icke und Berlin (Fernsehfilm)
- 1977: Eine vollkommen erlogene Geschichte (Fernsehfilm)
- 1977: Tod und Auferstehung des Wilhelm Hausmann (Fernsehfilm)
- 1977: Zweite Liebe – ehrenamtlich (Fernsehfilm)
- 1977: Happy end (Fernsehfilm)
- 1978: Auf Station 23 (Fernsehfilm)
- 1979: P.S.
- 1980: Hedda Gabler (Studioaufzeichnung Fernsehen)

## Theater
- 1970: Georg Büchner: Woyzeck (Großmutter) – Regie: Helmut Nitzschke (Berliner Ensemble)

## Hörspiele
- 1976: Inge Meyer: Rödelstraße 14 (Frau Krägenow) – Regie. Barbara Plensat (Hörspiel aus der Reihe Tatbestand, Folge 7 – Rundfunk der DDR)